# Mount Wilson-observatorium

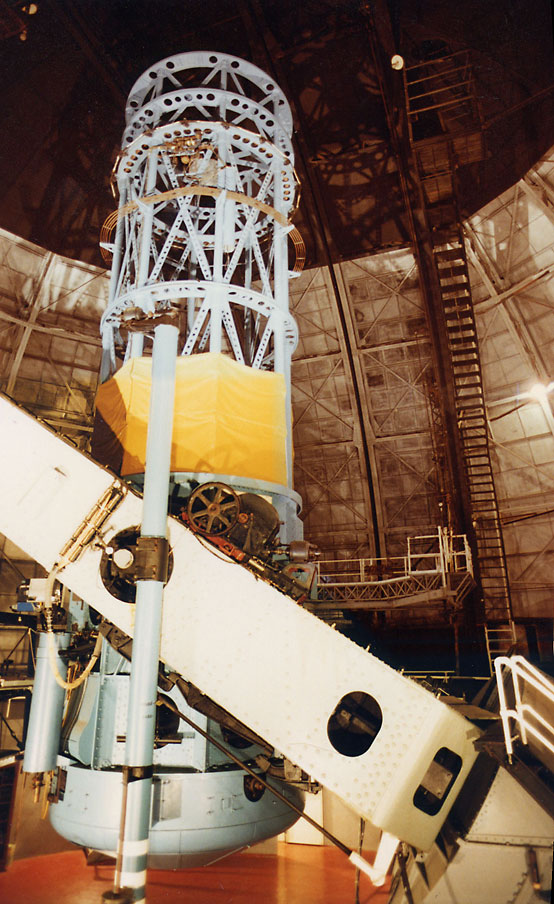
De 100-inch Hookertelescoop van het Mount Wilson-observatorium

Het Mount Wilson-observatorium (Engels: Mount Wilson Observatory) is een sterrenwacht gesitueerd op de 1.742 meter hoge top van Mount Wilson in de San Gabriel Mountains nabij Pasadena in de Amerikaanse staat Californië.
Het Mount Wilson-observatorium werd in 1904 door George Hale opgericht onder auspiciën van het Carnegie Institution for Science. De belangrijkste instrumenten in de sterrenwacht zijn de 100-inch Hookertelescoop en de 60-inch Haletelescoop (niet te verwarren met de 200-inch Haletelescoop van Palomar-observatorium).
De eerstgenoemde telescoop, met een opening van 2,5 meter, was van 1917 tot 1948 de grootste ter wereld. Met dit historische instrument werden onder meer de observaties gedaan die leidden tot de ontdekking van de uitdijing van het heelal.
Meerdere malen in zijn bestaan ontsnapte de sterrenwacht ternauwernood aan grote bosbranden, die Zuid-Californië frequent teisteren. Dat gebeurde onder meer in augustus/september 2009.
Op 17 september 2020 bereikte een bosbrand genaamd Bobcat fire de directe omgeving van het observatorium. De Snow Solar Telescope, zonneobservatorium en de oudste telescoop op de bergkam die tegenwoordig door amateurastronomen wordt gerund, werd daarbij in de nacht van 17 op 18 september op het nippertje gered.

## Voetnoten en referenties
1. ↑  "Mt. Wilson Observatory Saved From Fire, Others Not So Lucky"
2. ↑  (en) Tweet van MT Wilson Observatory’s Twitter account, Twitter, 17 september 2020
3. ↑  (en)  eerste Tweet van een twitterdraadje van Doug Ellison, Twitter, 7 t/m 18 september 2020